# Iranisch-saudi-arabische Beziehungen
Die iranisch-saudi-arabischen Beziehungen waren lange von einer strategischen Rivalität um die regionale Vorherrschaft im nahen und mittleren Osten geprägt. Sie wurden auch von wechselseitigem Misstrauen und einer religiös-ideologischen Feindschaft zwischen sunnitischem und zwölfer-schiitischem Islam beeinflusst.

## Geschichte

### Bis zum Zweiten Weltkrieg
Auf iranischem Boden hatten im Laufe der Geschichte zahlreiche Staaten existiert, die mit ihren Nachbarn politische Beziehungen unterhielten. Auf der arabischen Halbinsel verhinderten die geographischen und klimatischen Bedingungen jedoch die Bildung einer nationalen Einheit und Identität. Bis zum Ersten Weltkrieg betrieb die zentrale arabische Halbinsel deshalb keine Außenpolitik. Die Beziehungen zwischen Persien und den Bewohnern der arabischen Halbinsel beschränkten sich aus diesem Grund auf die persischen Teilnehmer am Haddsch.
Die erste Aufnahme beiderseitiger Beziehungen gestaltete sich entsprechend langwierig. Ende 1925 hatte Reza Khan die Pahlavi-Dynastie gegründet, während im Hedschas Abd Al-Aziz dabei war, sich als König zu etablieren. Nach der Krönung von Reza Khan zum Schah beglückwünschte Abd Al-Aziz Reza Schah und versprach, persische Pilger im Hedschas zu schützen. Bereits im Jahr 1926 kam es jedoch zu einem Zwischenfall, bei dem Truppen der Ichwān schiitische Pilger in Mekka angriffen, die gerade ein Aschura-Ritual abhielten. Persien sandte ein Protestschreiben mit einer scharfen Verurteilung des Wahhabismus. Es zögerte in der Folge, den Hedschas anzuerkennen.
Im Jahre 1928 schlug Abd Al-Aziz Persien vor, ein gemeinsames Sicherheitsabkommen zu unterschreiben und diplomatische Beziehungen aufzunehmen. Im Gegenzug würde der König des Hedschas die heiligen Stätten der Schiiten schützen und seinen Sohn mit reichen Geschenken nach Persien senden. Reza Schah wollte jedoch keine Allianz mit Hedschas gegen die Ichwān, auch sonst gab es keine gemeinsamen Interessen der beiden Länder. Die Forderungen von Persien wie die persische Gerichtsbarkeit über persische Pilger lehnte Hedschas jedoch ab. Somit unterschrieb man lediglich eine nicht bindende Nichtangriffserklärung. Im Jahre 1930 wurde Habibollah Hoveyda erster Botschafter Persiens im Hedschas, Rashid Pasha wurde zum Botschafter für Persien und den Irak ernannt. Im Jahre 1932 besuchte Prinz Faisal auf seiner Rückreise von Russland auch Persien. Reza Schah hatte aber an einem Gegenbesuch in Saudi-Arabien kein Interesse, auch auf die Teilnahme am Haddsch verzichtete er. Somit blieben bis zum Zweiten Weltkrieg die bilateralen Beziehungen auf die Verwaltung des Haddsch und etwas Handel beschränkt; einige Perser siedelten sich in Dschidda an. Zwar gab es Grenzstreitigkeiten zwischen den beiden Staaten, aber aufgrund der internen Instabilität beider Staaten ruhten sie.
Die Beziehungen zwischen den beiden Staaten wurden jedoch immer wieder von Krisen um persische Pilger, die mit ihren Ritualen wiederholt die wahhabitischen Saudis gegen sich aufbrachten, belastet.

### Zweiter Weltkrieg bis zur Islamischen Revolution (1979)
Im Jahre 1948 nahmen Saudi-Arabien und Iran ihre diplomatischen Beziehungen wieder auf. In der Dekade nach Ende des Zweiten Weltkrieges war Saudi-Arabien relativ stabil. Es verbesserte seine Beziehungen zu den USA, die ihrerseits Interesse an Saudi-Arabien als Erdöllieferant hatten und mit dem Land deshalb einen Verteidigungsvertrag verhandelten und militärisches Training sowie Kredite zur Verfügung stellten. In Iran hingegen hatte als Nachwirkung der Besetzung während des Zweiten Weltkrieges ein großer Teil der Gesellschaft Vorbehalte gegen ausländische Einflussnahme. Es gab Spannungen zwischen dem Schah, der marxistischen Tudeh-Partei, der Nationalen Front und der islamistischen Fedāʾiyān-e Eslām. Man forderte die Nationalisierung der Anglo-Iranian Oil Company, deren Verstaatlichung führte zum britischen Boykott gegen iranisches Erdöl und zum Staatsstreich gegen Premierminister Mohammad Mossadegh. Die Forderung nach Nationalisierung der Erdölvorkommen und der Erdölindustrie griff von Iran aus auf die arabischen Staaten über, einschließlich auf Saudi-Arabien. Dort wurde Aramco bis 1988 schrittweise in saudischen Besitz überführt.
In der Israel-Frage verfolgten die beiden Länder vordergründig eine gegensätzliche Politik. Iran erkannte Israel faktisch an, nicht zuletzt wegen der starken wirtschaftlichen Vernetzung der iranischen Juden. Saudi-Arabien beteiligte sich hingegen mit ein paar Verbänden am Krieg gegen Israel im Jahre 1948, trotzdem wollte es eine von der Palästinafrage unabhängige Außenpolitik betreiben.
Nach dem Militärputsch in Ägypten 1952 rückte der neue Machthaber Nasser sein Land näher an Moskau. Im Auftrag der amerikanischen Regierung bereiste John Foster Dulles die Region, um zu untersuchen, wie man eine regionale Allianz gegen sozialistisch orientierte Regierungen bilden könne. Seine Schlussfolgerung war, dass die arabischen Staaten zu schwach seien und dass die USA ihre Bemühungen auf die nördlichen Staaten der Region konzentrieren sollten, das heißt die Türkei, der Irak und Iran. In der Folge betrieben die USA die Gründung des Bagdad-Paktes. Saudi-Arabien war nicht als Teil dieser Organisation vorgesehen und stand entsprechend im Abseits. Trotzdem verstand die saudische Herrscherfamilie, dass sie sich mit den USA arrangieren müsse und setzte limitierte Reformen im Land um; vor allem aber investierten sie in die Ölindustrie. Die Gründung des Bagdad-Paktes polarisierte den Nahen Osten in einen pro-westlichen und einen pro-östlichen Block. Saudi-Arabien fürchtete dabei auch ein Erstarken der Haschimiten und verhinderte aus diesem Grund den Beitritt Jordaniens und später Syriens zu diesem Pakt. Es bekämpfte den Bagdadpakt als Einmischung der USA in die Region und schloss trilateriale Verträge mit Ägypten und Jemen, später auch mit Ägypten und Syrien. Zwischen den Partnern dieser Verträge herrschte Misstrauen; vor allem aber verdächtigte Saudi-Arabien iranische Kleriker, die antikolonialistische Stimmung der frühen 1950er Jahre zu ihren Zwecken zu politisieren.
In dieser Phase kam es zum ersten persönlichen Treffen zwischen den Monarchen Irans und Saudi-Arabiens in Teheran. Man einigte sich zwar in Detailfragen, bezüglich des Bagdad-Paktes blieb man jedoch im Dissens. Iran trat am 11. Oktober 1955 schließlich dem Bagdad-Pakt bei.
Ab 1957 unterstützten Saudi-Arabien und Iran die USA bei der Umsetzung der Eisenhower-Doktrin, die Aggressionen von kommunistisch dominierten Ländern vorbeugen sollte. Bei Krisen in anderen Nahost-Staaten, wie in Jordanien, dem Libanon oder Jemen konnten beide Staaten jedoch nur symbolische Hilfe bieten. Nach dem Putsch im Irak 1958 brachte Abd al-Karim Qasim sein Land auf pro-sowjetischen Kurs und trat im März 1959 aus dem Bagdad-Pakt aus; fast gleichzeitig unterzeichnete Iran mit den USA einen Vertrag über militärische Zusammenarbeit. Saudi-Arabien, dem die starke amerikanische Präsenz am persischen Golf missfiel, verlängerte hingegen das amerikanische Nutzungsrecht für das Flugfeld von Dhahran nicht. Die USA ihrerseits verfolgten gegenüber den beiden Staaten eine sehr unterschiedliche Politik. Sie forderten in Saudi-Arabien zwar Reformen in geringem Umfang, respektierten davon abgesehen die traditionelle Gesellschaft weitgehend. In Iran, wo der Schah mit autoritären Mitteln die Modernisierung durchsetzen wollte, drängten sie auf tiefgreifende und schnelle Reformen, was die iranische Opposition gegen den Schah befeuerte. Dies führte zum Aufstieg von Ayatollah Chomeini, der in den 1960er Jahren die Annäherung von Sunniten und Schiiten befürwortete, um die westliche Einmischung in der muslimischen Welt zu vermindern.
Im Jahre 1964 kam König Faisal auf den saudischen Thron und trat in der Folge stark für die islamische Einheit ein. Der Schah unterstützte dies, solange er der Meinung war, dass es mit den Anforderungen der modernen Zeiten vereinbar war. Die Beziehungen zwischen Iran und Saudi-Arabien verbesserten sich, der Handel verdreifachte sich zwischen 1964 und 1966 und eine Zusammenarbeit im Bildungsbereich begann. Im Zuge der Krise nach der Spaltung des Jemen kam es zu südjemenitischen Angriffen auf saudische Städte, zu einem Putschversuch in Saudi-Arabien und politischen Säuberungen. Iran gewährte in dieser Phase Saudi-Arabien militärische Hilfe, auch in der Niederschlagung des Dhofar-Aufstandes bis 1975 waren iranische Truppen involviert. Versuche, mit saudischer Vermittlung den irakisch-iranischen Grenzkonflikt am Schatt al-Arab beizulegen, scheiterten 1968 am Putsch der irakischen Baath-Partei und dem folgenden Aufstieg von Saddam Hussein. Im Rahmen von freundschaftlichen offiziellen Treffen von Schah Mohammad Reza Pahlavi und König Faisal ibn Abd al-Aziz im Jahre 1966 konnten strittige Punkte bezüglich der Grenzziehung zwischen Saudi-Arabien und Iran im Persischen Golf gelöst werden. Ein am 24. Oktober 1968 geschlossener Vertrag schlug die Insel Farsi Iran und die Insel Arabia Saudi-Arabien zu. Eine 138,7 Kilometer lange Seegrenze wurde gezogen und man einigte sich, auf Bohrungen mit weniger als 500 Metern Abstand zur Grenze sowie auf in Richtung Nachbarland geneigte Bohrungen zu verzichten.
Die zu Beginn der 1970er Jahre von den USA entwickelte Nixon-Doktrin mit seiner Zwei-Säulen-Strategie wies Iran und Saudi-Arabien die Hauptverantwortung für die Sicherheit am persischen Golf zu. Nachdem der Irak einen Freundschaftsvertrag mit der Sowjetunion unterzeichnet hatte, versprach US-Präsident Nixon Iran alle notwendige Unterstützung. Die USA sahen in Iran mit seiner größeren Bevölkerung, seiner stärkeren Wirtschaft und seiner unmittelbaren Nachbarschaft für die Sowjetunion das größere Potential, die Ausdehnung des sowjetischen Einflusses einzudämmen. Somit baute Iran die mit Abstand größten und modernsten Streitkräfte in der Region auf. Dies bereitete Saudi-Arabien Unbehagen; andererseits war man in Riad über die Eindämmung der irakischen Gefahr zufrieden und war sich auch bewusst, Iran notfalls nicht hoffnungslos unterlegen zu sein. Die Staatseinnahmen Saudi-Arabiens lagen zu der Zeit bereits deutlich über jenen Irans. Obwohl die USA beide Staaten unterstützten, um einer aggressiven Golfpolitik der Sowjetunion vorzubeugen und um die Liefersicherheit von Erdöl zu gewährleisten, blieben die Beziehungen zwischen den beiden Monarchien kühl. Besonders im Rahmen der OPEC kam es immer wieder zu Konflikten um die richtige Strategie bei der Ölförderung und -bepreisung.
Die Bedeutung der Erdöleinnahmen stieg erheblich nach der Ölkrise von 1973. In den 1950er bis 1970er Jahren war Iran unter Schah Mohammad Reza Pahlavi die unangefochtene Vormacht am Persischen Golf.
Ausdruck der Rivalität zwischen Iran und der arabischen Welt war auch der Disput um den Namen des Persischen Golfs seit den 1960er Jahren.

### Islamische Revolution

Der iranische Revolutionsführer Chomeini

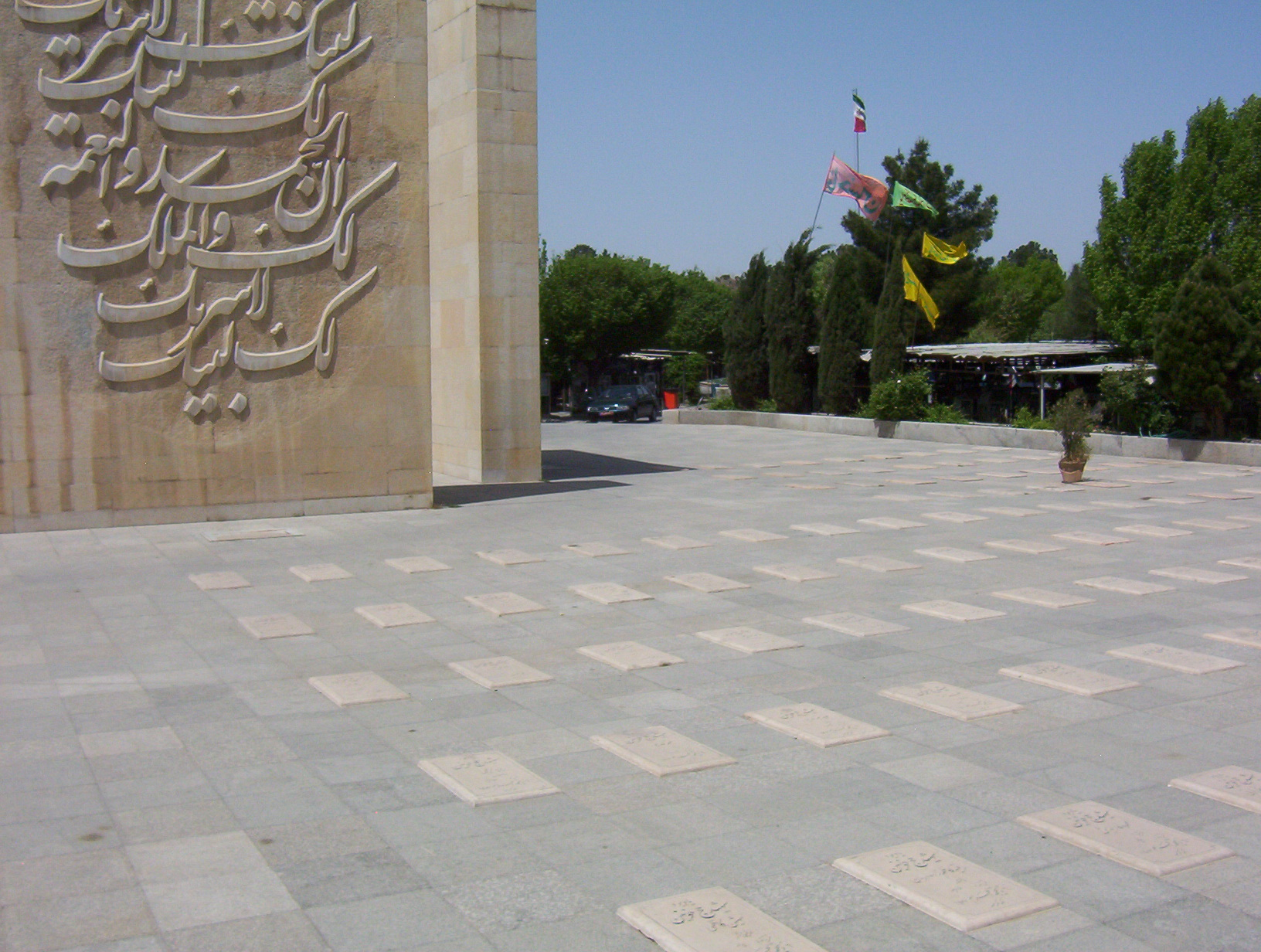
Haddsch Memorial (1987), Iran

Die Verhältnisse änderten sich mit der sogenannten Islamischen Revolution und dem Sturz des Schahs in Iran 1979. Der schiitische Staat Iran wurde zur Islamischen Republik. Die iranische Führung versuchte, einen Revolutionsexport zu betreiben. Beabsichtigt war die Ausweitung der Islamischen Revolution nach iranischem Vorbild in Länder mit hoher schiitischer Bevölkerungszahl, den Irak, Nordjemen und später den Libanon.
Nach dem Fall der Pahlavi-Dynastie machte sich die junge islamische Republik das saudische Königshaus zum Feind, indem es die Forderungen der schiitischen Minderheit der Hasa in Saudi-Arabien unterstützte (Revolutionsexport) und den verkommenen islamischen Regimes die Legitimität absprach.

### Irak-Iran-Krieg
Im Jahre 1980 hatte Saddam Hussein seine pan-arabische Charta entwickelt, die besagte, dass alle anderen arabischen Länder den Irak unterstützen müssten, wenn er sich im Krieg mit einem nicht-arabischen Land befindet. Saudi-Arabien stimmte angesichts drohender schiitischer Aufstände dieser Charta zu. Gleichzeitig wiesen die USA dem Irak die Hauptrolle bei der Eingrenzung des Revolutionsexportes durch die junge islamische Republik zu. Nach dem irakischen Angriff auf Iran und dem folgenden Irak-Iran-Krieg beschuldigte Teheran die USA und Saudi-Arabien, den Irak dazu angestiftet zu haben. Entgegen der pan-arabischen Charta verweigerte Saudi-Arabien dem Irak zunächst jedoch militärische und finanzielle Unterstützung und ließ die iranische Führung davon wissen. Riad hatte kein Interesse daran, Konflikte zwischen den schiitischen und sunnitischen Muslimen zu verschärfen, des Weiteren wollte es seine Beziehungen zu Teheran nicht auf religiöse Fragen beschränken.
Bis 1981 hatten jedoch die Radikalen in Iran ihren Einfluss so weit ausgebaut, dass sie Staatspräsident Abolhassan Banisadr absetzten und einen von Saudi-Arabien ausgehandelten Friedensvertrag zurückwiesen. Angesichts dieser Entwicklungen überwiesen Saudi-Arabien und Kuwait jeweils vier Milliarden US-Dollar nach Bagdad. Während der gesamten Dauer des Krieges gehörte Saudi-Arabien zu den wichtigsten Unterstützern des Irak.
Im Mai 1981 gehörte Saudi-Arabien zu den Gründungsmitgliedern des Golf-Kooperationsrates. Diese Organisation wurde auf kuwaitischen Vorschlag gegründet. Noch davor hatte Saudi-Arabien einen ähnlichen US-amerikanischen Vorstoß abgelehnt. Die Mitglieder des Kooperationsrates vertraten in Bezug auf die Kriegsparteien andere Positionen und hielten die Gesprächskanäle sowohl zu Iran als auch zum Irak offen. Die iranische Staatsführung bezeichnete die Gründung des Golf-Kooperationsrates jedoch als Teil eines amerikanischen Komplotts und gründete ihrerseits ein Büro der Befreiungsfront für Arabien, das die öffentliche Sicherheit Saudi-Arabiens untergraben sollte.
Obwohl die Beziehungen zum damals von Saddam Husseins Baath-Partei regierten Irak ebenfalls schwierig waren, unterstützten die Saudis den Irak mit insgesamt etwa 25 Milliarden US-Dollar und logistischer Hilfe. Die Saudis ermutigten die anderen Golfmonarchien, das Gleiche zu tun, so dass die Staaten des Golf-Kooperationsrates dem Irak insgesamt 50 Milliarden US-Dollar als Kriegsunterstützung zukommen ließen. Im Jahre 1984 endete eine Flugzeugentführung aus dem saudischen Luftraum nach Iran glimpflich, wodurch die beiden Staaten wieder ins Gespräch kamen. Bei einem Besuch des saudischen Außenministers in Iran Anfang 1985 war man in Teheran nicht bereit, auf Friedensvorschläge einzugehen; in Riad war man über die erbitterten Kämpfe innerhalb des iranischen Machtzirkels erschüttert. In der Folge entschied Saudi-Arabien, seine Ölförderung so stark auszuweiten, dass der Ölpreis von 30 US-Dollar auf 10 bis 15 US-Dollar fiel. Diese Maßnahme kostete die Saudis weitere Milliarden, führte jedoch auf iranischer Seite zu massiven Problemen bei der Finanzierung der Kriegskosten. Darüber hinaus hielten Saudi-Arabien, die anderen Staaten des Golf-Kooperationsrates und die USA gemeinsame Militärmanöver ab.
Im Jahre 1988 vermittelte der Oman zwischen Saudi-Arabien und Iran. Binnen kurzer Zeit erklärte sich Iran einverstanden, beim Minenräumen im persischen Golf zu kooperieren und geheime Gespräche zur Verbesserung der Beziehungen mit Saudi-Arabien zu führen.
Als im Herbst 1988 der Irak-Iran-Krieg vorbei war, stimmte Riad versöhnliche Töne gegenüber Teheran an. Der saudische König hatte die konservative Geistlichkeit persönlich davon überzeugt, dass man mit der Islamischen Republik Iran nicht für immer verfeindet sein könne. Auf Befehl von Chomeini endete im Oktober 1988 die anti-saudische Propaganda in den iranischen Medien, obwohl Chomeini Saudi-Arabien gegenüber äußerst misstrauisch eingestellt war und dies auch an zwei Stellen in seinem Testament zum Ausdruck brachte. Nach Chomeinis Tod rivalisierten in Iran ein pragmatisches Lager um Rafsandschani, ein konservatives Lager um  Chamene’i und ein radikales Lager um die Macht. Die Pragmatiker überzeugten Chamene’i, dass Iran die wirtschaftliche Entwicklung und das nationale Interesse über Religion und Ideologie stellen muss, und dass die Einmischung in anderen Staaten den nationalen Interessen zuwiderläuft. Die Radikalen wurden zunächst marginalisiert.
Nach den Unruhen in Mekka 1987, bei denen knapp 400 Menschen bei Ausschreitungen zwischen iranischen demonstrierenden Pilgern und saudischen Sicherheitskräften getötet wurde, stürmten Demonstranten die saudische Botschaft in Teheran. Im Jahre 1988 führte Saudi-Arabien ein Quotensystem für den Haddsch ein, das mit allen Ländern der Organisation für Islamische Zusammenarbeit außer Iran abgestimmt war. Als Reaktion darauf boykottierte Iran den Haddsch. Im Mai 1991 traf Irans Außenminister Velayati den saudischen Außenminister Saud ibn Faisal in Teheran; die Parteien vereinbarten eine stärkere Erhöhung der iranischen Quote als jene für andere Länder. In der Folge hob Iran den Boykott auf und Präsident Rafsandschani ermahnte alle iranischen Pilger, zu einem geregelten Ablauf des Haddsch beizutragen.

### Zweiter Golfkrieg
Als im Jahre 1990 die Sowjetunion zusammengebrochen war und der Irak in Kuweit einmarschierte, hielt sich Iran zurück und zeigte außenpolitische Berechenbarkeit. Der zweite Golfkrieg eröffnete Iran Chancen und Risiken: einerseits steuerte der Irak, der aus dem Irak-Iran-Krieg gestärkt hervorgegangen war, und von dem sich auch Saudi-Arabien bedroht fühlte, in einen desaströsen Krieg mit den USA. Andererseits führte der Krieg zu einer starken amerikanischen Militärpräsenz in unmittelbarer Nähe zu den iranischen Grenzen. In Teheran war man sich uneinig, wie man auf diese Situation reagieren sollte. Radikale Kräfte (darunter Personen wie Ali Akbar Mohtaschami oder Mohammed Musavi Choeiniha) traten dafür ein, an der Seite des Irak in einen Krieg gegen die USA und Saudi-Arabien zu ziehen. Liberale wie Mohammad Ali Hadi forderten, gemeinsam mit den USA den einstigen Kriegsgegner Irak zu bekämpfen. Am Ende entschied sich Iran für die Neutralität und verurteilte den irakischen Einmarsch, unterstützte die UN-Resolution 661 und die kuwaitische Souveränität. Saudi-Arabien, das mit einem iranischen Kriegseintritt auf irakischer Seite gerechnet hatte, betrachtete dies als eine ehrbare Position, denn in Riad fürchtete man eine schiitische Allianz zwischen Bagdad und Teheran nach der absehbaren militärischen Niederlage des Irak und eine Erhebung von radikalen schiitischen Gruppen in Saudi-Arabien. Aus dem ursprünglichen Kräftegleichgewicht zwischen Irak, Iran und Saudi-Arabien wurde eine Zusammenarbeit zwischen Iran und Saudi-Arabien, um einen zu starken Irak zu verhindern. Es gibt Indizien dafür, dass Teheran und Riad eine Vereinbarung getroffen hatten, einen schwachen Irak zu erhalten, dass Teheran in Bagdad keine von Iran abhängige schiitische Regierung installierten würde und dass Riad im Gegenzug seine eigenen Ambitionen etwas zügeln sollte.
Als es gegen Ende des zweiten Golfkrieges zu Aufständen der Kurden und der Schiiten kam, unterstützten Riad und Teheran zwar ihre Klienten, griffen aber nicht offen ein; den iranischen Freiwilligen, die den irakischen Schiiten zur Hilfe kommen wollten, wurde der Grenzübertritt von iranischer Seite verwehrt. Teheran war es klar, dass dies einen Krieg mit den USA bedeutet hätte. Darüber hinaus waren die schiitischen Gruppen im Irak untereinander zerstritten und ein Eingreifen hätte die Radikalen in der iranischen Innenpolitik gestärkt. Die iranische Zurückhaltung ermöglichte es Saddam Hussein jedoch, die Aufstände äußerst blutig niederzuschlagen. Diese Vorgehensweise Irans wird als ein wichtiges Beispiel von Pragmatismus statt Ideologie in der Außenpolitik gesehen.
Nach dem Zusammenbruch der Sowjetunion errichteten die USA eine neue Weltordnung, die auch mehr Einflussnahme am persischen Golf beinhaltete. Saudi-Arabien wollte eigentlich keine ständige Präsenz von US-Militär, beschaffte jedoch in großen Mengen amerikanische Rüstungsgüter. Eine bessere Einbindung in die geplanten regionalen Sicherheitsstrukturen scheiterte jedoch an den schlechten amerikanisch-iranischen Beziehungen; die iranische Seite sah ihre Berechenbarkeit während des Golfkrieges nicht honoriert und ging davon aus, der persische Golf solle arabisiert werden. Da Teheran nicht mit größeren Ausgaben für Rüstung kontern konnte, erlaubte es seinem Militär, mehr zivile Aufgaben wahrzunehmen.

### Präsidentschaft von Haschemi Rafsandschani
Im Juni 1991 nahmen Iran und Saudi-Arabien ihre diplomatischen Beziehungen wieder auf, Mohammed Ali Hadi bzw. Abdul Latif Abdullah Al Meymani wurden Botschafter. Noch ein Jahr davor verhinderten radikale Kräfte in Iran, dass die Regierung Rafsandschani sich für saudische Hilfe für Erdbebenopfer in Zandschan bedankte. Bei der Eröffnung der Botschaft wurden saudische Diplomaten angegriffen. Im Dezember 1991 folgte Präsident Rafsandschani einer Einladung nach Riad, wo er eine für Iran äußerst wichtige Drosselung der Erdölförderung erreichen konnte, die bis Mai 1992 zu einem deutlichen Anstieg des Ölpreises führte. Bei einem weiteren iranischen Besuch vereinbarte man die Aufhebung des saudischen Importverbotes für iranische Produkte und wirtschaftliche Zusammenarbeit. Das Misstrauen blieb jedoch bestehen, beide Länder rangen um Einfluss in den kurz zuvor unabhängig gewordenen zentralasiatischen Sowjetrepubliken. Hier unterstützten Iran und Saudi-Arabien regelmäßig unterschiedliche Seiten in den neu entstandenen Konflikten, beispielsweise im tadschikischen Bürgerkrieg, wo Iran der Regierung und Saudi-Arabien tadschikischen Islamisten beistand. Auch im Nahostkonflikt betrieben beide Staaten eine grundsätzlich andere Politik: Saudi-Arabien unterstützte die Versuche auf der Madrider Konferenz von 1991, den arabisch-israelischen Konflikt beizulegen. Iran forderte hingegen weiterhin eine Ein-Staaten-Lösung und unterstützte Gruppen wie den Islamischen Dschihad oder – in geringerem Ausmaß – die Muslimbruderschaft. Am Persischen Golf kollidierten saudische und iranische Interessen ebenso, vor allem an den Streitigkeiten um sowohl von Iran als auch von den Vereinigten Arabischen Emiraten beanspruchten Inseln wie Abu Musa und an Behauptungen Teherans, wegen der hohen Anzahl von Schiiten in Bahrain natürliche Rechte zu haben.
Im Jahre 1993 begann Washington, eine doppelte Einhegungsstrategie umzusetzen. Das Ziel war es, sowohl Iran als auch den Irak aus allen regionalen Arrangements des Golf-Kooperationsrates auszuschließen. Washington begründete dies unter anderem mit der schlechten Menschenrechtslage und der Aufrüstung in Iran, was Teheran als Propaganda zurückwies. Washington förderte nun die Entwicklung der Beziehungen zwischen den Mitgliedern des Golf-Kooperationsrates und Israel. Bei der Einrichtung von Korridoren für den Energietransport von und nach Zentralasien wurde Iran umgangen, wenngleich er warb, die schnellste, billigste und kürzeste Lösung bieten zu können. König Fahd schlug eine Einladung nach Teheran aus. Dieser Isolierung stärkte die radikalen Kräfte in Iran: Es wurde ein Programm zur Modernisierung des Militärs begonnen, während nach dem Zusammenbruch der Sowjetunion der Verbleib von sowjetischen Massenvernichtungswaffen unklar war. Die USA baten die europäischen Staaten, den Export von Komponenten für das iranische Atomprogramm zu unterbinden, Iran wählte gleichzeitig Russland als Partner für militärische Zusammenarbeit. Im Jahre 1995 beauftragte die iranische Regierung russische Firmen mit der Fertigstellung des Kernkraftwerkes Buschehr. Beim Haddsch des Jahres 1993 zettelten iranische Pilger mit stillschweigender Duldung der iranischen Regierung gewalttätige Demonstrationen an, was zu Ausweisungen und Auflagen für iranische Pilger durch die saudischen Behörden führte. Parallel zu diesen Entwicklungen versuchte Präsident Rafsandschani, den Nachbarn am Persischen Golf Rüstungskontrollen, Importgrenzen für Waffen und gemeinsame Militärübungen schmackhaft zu machen. Die Staaten des Golf-Kooperationsrates lehnten dies jedoch aufgrund ihres Misstrauens gegenüber Iran und dem Irak ab.
Der Wahlsieg Rafsandschanis bei der iranischen Präsidentschaftswahl 1993 leitete eine Phase der Entspannung zwischen Iran und Saudi-Arabien ein. Noch im Jahre 1993 fanden zahlreiche, teilweise geheime, Besuche statt. Es zeigte sich, dass das saudische Königshaus weniger an einer Einhegung Irans interessiert war, sondern eine iranisch gestützte, Saudi-Arabien gegenüber feindlich eingestellte Regierung in Bagdad verhindern wollte. Es folgten Kontaktaufnahmen der beiden Staaten zu irakischen Oppositionsgruppen und ein Versuch der saudischen Regierung, mit den Anführern der Schiiten in Saudi-Arabien Frieden zu schließen. Nach Ende des Golfkrieges lag der Ölpreis stabil bei etwa 20 US-Dollar pro Barrel. Besonders für Iran waren höhere Ölpreise eine wichtige Angelegenheit, weil er dringend Einnahmen aus dem Ölgeschäft benötigte, um nach dem Krieg den Wiederaufbau zu finanzieren. Saudi-Arabien und Iran bezichtigten sich gegenseitig der Überproduktion. Im Jahr 1993 gelang es Präsident Rafsandschani, mit König Saud eine Einigung über den Ölpreis zu erzielen und Saudi-Arabien sogar dazu zu bewegen, etwas Marktanteil zu Gunsten Irans aufzugeben. Bereits 1994 sank der Ölpreis jedoch wieder und innerhalb der OPEC konnte man sich nicht auf eine Drosselung der Förderung einigen. Das konservative Lager in Iran nutzte diese Lage zu verbalen Angriffen auf Saudi-Arabien.
Im Sommer 1994 entsandte die iranische Führung Mehdi Haschemi Rafsandschani und den iranischen Botschafter in Deutschland Hossein Mousavian zu viertägigen Gesprächen mit dem saudischen Kronprinzen Abdullah nach Casablanca. Im Herbst folgten weitere Gespräche. Als Ergebnis erkannte man an, dass die Ausgeglichenheit der Beziehungen zu Bagdad wichtig sei. Saudi-Arabien zeigte sich pragmatisch bei der Unterstützung schiitischer Gruppen durch Iran. Als vertrauensbildende Maßnahmen wurde eine gemeinsame Sicherheitskommission, regelmäßige Treffen auf verschiedenen Ebenen und die Vereinfachung beiderseitiger Investitionen vereinbart. Erstmals in der Geschichte konnten Geschäftsleute Aufenthaltstitel des jeweils anderen Landes erhalten. Iran sagte Saudi-Arabien zu, keinen Hass zwischen Saudi-Arabien und den USA zu säen. In Iran schlussfolgerte man, dass Saudi-Arabien offensichtlich von US-amerikanischen Sicherheitsgarantien unabhängiger werden wollte.
Die bilateralen Beziehungen verbesserten sich aber nur wenig, vor allem wegen der US-Sanktionen gegen Iran. Teheran versuchte zwar, die USA zu besänftigen, indem es Zugeständnisse im Nahostkonflikt machte. Während die Demokraten auf bessere Beziehungen zu Iran hinarbeiten wollten, zielten die Republikaner – sie hielten die Mehrheit im Kongress – auf eine Verschärfung der Sanktionen. Iranische Hilfe bei der Befreiung einer US-Geisel im Libanon wurde von Washington nicht honoriert, im Frühling 1995 verbot die US-Regierung allen amerikanischen Firmen den Handel mit Iran. Diese Politik stärkte wiederum die Radikalen in Teheran, die neuerdings versuchten, Zwietracht mit Saudi-Arabien anzuheizen. Die iranische politische Führung lernte in dieser Zeit, dass die militärische Präsenz auf saudischem Boden auch innerhalb Saudi-Arabiens Spannungen verursachte und dass die US-Flotte deshalb nach Katar verlegt werden sollte. Im Februar 1996 unterzeichneten Israel und die Türkei einen militärischen Zusammenarbeitsvertrag, so dass die israelische Luftwaffe näher an die iranischen und saudischen Grenzen kam; an diesem Punkt verfolgten Iran und Saudi-Arabien die gleichen Interessen und begannen eine engere Zusammenarbeit mit Syrien und dem Irak.
Die Islamische Republik Iran wurde als Urheber mehrerer Terroranschläge, die in den frühen 1990er Jahren Saudi-Arabien und Bahrain erschütterten, betrachtet. Der folgenreichste dieser Anschläge ereignete sich am 25. Juni 1996, als 19 amerikanische Soldaten beim Angriff auf die Khobar towers ums Leben kamen und 327 verletzt wurden. Als erste Verdächtige wurde die schiitische extremistische Gruppe Hisbollah Al-Hijaz identifiziert, der Verbindungen mit Iran nachgesagt wurden. Zudem waren einige der Drahtzieher des Anschlages nach Iran geflohen. Trotz der amerikanischen Opfer war Saudi-Arabien sehr zögerlich, bei der Aufklärung des Anschlags mit dem FBI zusammenzuarbeiten. Einerseits wollte die königliche Familie nicht zeigen, dass die Schiiten bereit waren, sie mit Waffengewalt zu bekämpfen. Darüber hinaus fürchtete Saudi-Arabien, dass die Vereinigten Staaten den Anschlag als Anlass für einen Angriff auf Iran nehmen könnten, was zu noch mehr US-Militär in der Region geführt hätte. Während die USA am 5. August 1996 den Iran and Libya Sanctions Act verabschiedeten, wollte Riad den Entspannungsprozess nicht den Radikalen auf beiden Seiten opfern. Mehrere Jahre machte ein US-Gericht Iran für den Anschlag verantwortlich, die Urheberschaft Irans wird jedoch von mehreren Seiten bezweifelt.

### Präsidentschaft von Mohammed Khatami
Im Mai 1997 gewann Mohammad Chatami die Präsidentschaftswahl. Er war der Wunschkandidat der  Saudi-Arabiens gewesen, Saudi-Arabien war das erste arabische Land, das Khatami zum Wahlsieg gratulierte. In der Folge wurde in beiden Staaten der Parlamentarismus belebt, die Staatsführer diskutierten über den Aufbau einer islamischen Zivilgesellschaft. Chatami sprach von einem Dialog der Zivilisationen, Kronprinz Abdullah vom interreligiösen Dialog. Prinz Talal ibn Abd al-Aziz entsandte Sarmad Zuqh nach Iran, um die Teilnahme der Zivilgesellschaft am Austausch zwischen Iran und Saudi-Arabien zu diskutieren.
Im Jahre 1997 durfte Iran das Gipfeltreffen der Organisation für Islamische Zusammenarbeit beherbergen. König Abdullah traf als erster in Teheran ein und wurde von der iranischen Staatsführung außerordentlich hofiert. Beide Seiten sandten klare Signale aus, an einer Verbesserung der bilateralen Beziehungen interessiert zu sein. Iran bestätigte der saudischen Seite seine friedlichen Intentionen, während im Schlusskommuniqué des Treffens alle Staaten (auch Iran) ihre Unterstützung für den Nahost-Friedensprozess und die Prinzipien der Madrider Konferenz ausdrückten. Die Teilnehmer des Gipfeltreffens forderten alle Staaten der Organisation für Islamische Zusammenarbeit auf, den Iran and Libya Sanctions Act als Bruch des internationalen Rechts zu verurteilen.
Im Februar 1998 besuchte Akbar Haschemi Rafsandschani mit einer großen iranischen Delegation für zehn Tage Saudi-Arabien. Die saudischen Gastgeber räumten den Besuchern zahlreiche selten gewährten Privilegien ein, die gesamte Reise wurde von sehr positiver Berichterstattung begleitet und beide Seiten zeigten viel guten Willen. Zu den wichtigsten Ergebnissen der Reise gehörten eine bessere Zusammenarbeit bei der Festlegung der Ölpreise und der Beginn von Gesprächen über einen Sicherheitsvertrag. Auch der iranische Religionsführer Ali Chamenei erhielt eine Einladung nach Saudi-Arabien, eine Reise hat jedoch nicht stattgefunden. Im März 1998 wurde ein fünf Jahre gültiger Zusammenarbeitsvertrag unterschrieben und ein iranisches Kriegsschiff durfte den Hafen von Dschiddah besuchen. Die feindlichen Beziehungen zwischen den Vereinigten Staaten und Iran stärkten die konservativen Kräfte und die Radikalen in beiden Staaten jedoch weiterhin.
Im Mai 1998 milderte das Kabinett Clinton – möglicherweise auf saudisches Drängen hin – die Sanktionen gegen Iran ab, setzte jedoch im gleichen Monat ein Verbot auch für ausländische Firmen in Kraft, Waffen an Iran zu liefern, während das Nachbarland Pakistan  – wahrscheinlich mit finanzieller Unterstützung aus Saudi-Arabien – Atomwaffentests durchführte, die Iran begrüßte. Im Juli 1998 verletzten US-amerikanische Schiffe iranisches Territorium bei Angriffen auf den Irak. Auf iranisches Bitten hin untersagte Saudi-Arabien den Vereinigten Staaten von Amerika die Nutzung ihres Territoriums für Angriffe auf den Irak.
In Afghanistan verfolgten die beiden Staaten unterschiedliche Ziele. Saudi-Arabien erkannte im September 1996 die Taliban-Regierung an, während Iran die Exilregierung von Burhānuddin Rabbāni unterstützte. Nach der Tötung iranischer Diplomaten durch die Taliban wies Saudi-Arabien jedoch den Taliban-Vertreter in Riad Maulvi Shehabuddin aus und zog seine Vertretung aus Kabul ab. Nach der Konferenz der Organisation für Islamische Zusammenarbeit und des Jerusalem-Ausschusses in Casablanca im Juli 1998 stimmte auch Iran einer Zweistaatenlösung im Nahostkonflikt zu. Im September betonte die saudische Führung den positiven iranischen Einfluss auf Frieden und Sicherheit am Golf. Die Saudis legten den Vereinigten Arabischen Emiraten nahe, beim Konflikt um Abu Musa nachzugeben.
Im Mai 1999 besuchte Mohammad Chatami Saudi-Arabien und wurde sehr wohlwollend empfangen. König Fahd betonte, die Tür für bessere Beziehungen sei weit offen, während Kronprinz Abdullah bestätigte, dass Iran angesichts der israelischen Atomwaffen ein Recht auf Verteidigung hätte – zur gleichen Zeit drohten die USA Iran mit einem Angriff auf das Kernkraftwerk Buschehr. Die Saudis wiesen jedoch auch auf die iranische Einflussnahme in der saudischen Ostprovinz hin. Es folgten zahlreiche Besuche auf parlamentarischer Ebene und es wurden zahlreiche Vereinbarungen über Zusammenarbeit in Wirtschaft, Kultur und Infrastruktur geschlossen. Die iranischen Importe aus Saudi-Arabien wie auch der Handel mit den anderen Staaten des Golf-Kooperationsrates wuchsen danach stark, die Islamische Entwicklungsbank vergab vermehrt Kredite für Projekte in Iran. Im April 2001 kam schließlich ein Sicherheitsvertrag zustande, der vorrangig den Kampf gegen Drogenschmuggel, Terrorismus und illegale Migration sowie bessere Grenzkontrollen behandelte. Saudi-Arabien akzeptierte nun die iranische Libanonpolitik, die die Hisbollah als legitime Widerstandskämpfer gegen eine israelische Aggression betrachtet. Beide Seiten betonten die irakische territoriale Integrität.  Ab diesem Besuch forderte Saudi-Arabien Iran auch dazu auf, seine Differenzen mit den USA beizulegen und bot seine Vermittlung an. Die saudische Führung erhoffte sich davon eine bessere Zusammenarbeit mit Iran in Sicherheitsfragen und in der Folge eine Reduktion der US-amerikanischen Militärpräsenz am Golf. Im Jahre 1998 wandte sich Bill Clinton mit einem Angebot zu direkten Gesprächen, das über Al Gore und Saudi-Arabien an Mohammed Khatami gesandt wurde, an den iranische Staatsführung. Ali Chamene’i war jedoch gegen die Aufnahme direkter Gespräche, somit wurde dieses Schreiben und auch zahlreiche spätere Gesten nicht beantwortet.

#### Saudi-Arabien und die iranisch-katarischen Beziehungen
In den frühen 1990er Jahren verbesserten sich die Beziehungen zwischen Katar und Iran deutlich, was auf das Missfallen der anderen arabischen Staaten der Region, allen voran Saudi-Arabien, stieß. Dem katarischen Außenminister gelang es jedoch, die Bedenken der Nachbarländer zu zerstreuen, indem er argumentierte, dass sich sein Land mit Iran ausgesöhnt hatte, weil er ein wichtiger Nachbar auf der anderen Seite des Persischen Golfes war, und weil die Regierung der islamischen Republik gegenüber Katar nie Zeichen mangelnden Wohlwollens gezeigt hatte. Iran und Katar haben traditionellerweise eine herzliche Beziehung miteinander. Sobald es zwischen Saudi-Arabien und Katar oder einem der anderen kleineren Golfstaaten zu Spannungen kommt, versucht Iran, diese Spannungen auszunutzen und das Machtgleichgewicht zu seinen Gunsten zu beeinflussen. Als es im Oktober 1992 zu einem Grenzkonflikt zwischen Katar und Saudi-Arabien kam, versuchte Iran, von diesem Streit zu profitieren. Man vereinbarte Kooperation in einer Reihe von Gebieten wie Bildung, Arbeit, Handel oder Luftfahrt. Im Jahr 1994 wurde sogar ein geheimer Sicherheitsvertrag abgeschlossen, der Katar iranische Unterstützung im Fall von extremer Notwendigkeit zusagte. Außerdem versprach Iran im Rahmen dieses Vertrages, die Loyalität der katarischen Schiiten zum katarischen Regime zu garantieren. Dieser Vertrag hatte allerdings wenig praktische Bedeutung, wenngleich er auf dem Papier für Iran einen großen Fortschritt darstellte, weil er es geschafft hatte, mit einem Land in der direkten Einflusssphäre von Saudi-Arabien eine solch enge Beziehung aufzubauen. Katar hatte allerdings bereits 1992 einen Zusammenarbeitsvertrag bezüglich Verteidigung mit den Vereinigten Staaten von Amerika abgeschlossen. Außerdem waren die Schiiten in Katar nur eine Minderheit, die historisch immer der königlichen katarischen Familie gegenüber loyal gewesen war. Im Grenzgebiet zwischen Katar und Iran befindet sich das größte Erdgasvorkommen in der Welt. Die Grenze zwischen den zwei Staaten wurde bereits 1961 festgelegt, der Vertrag regelte jedoch nicht, wie der Erlös aus der Förderung des Vorkommens zwischen den Staaten verteilt werden sollte. Die Frage wurde erst in den 1980er Jahren aktuell, als Kriege es für Investoren uninteressant gemacht hatten, das Gas zu erschließen. Ab den frühen 1990er Jahren wurde spekuliert, dass die beiden Staaten gemeinsam daran arbeiten würden, das Gas selbst zu fördern. Dies hätte aufgrund der Größe der Vorräte für die Öl und Gas produzierenden Staaten in der Region unangenehme Auswirkungen, weil die Einnahmen daraus das Machtgefüge in der Region verschoben hätten.
An der Annäherung zwischen Iran und Saudi-Arabien konnte auch der Streit um die Insel Abu Musa zwischen den Vereinigten Arabischen Emiraten und Iran nichts ändern. Der Streit war seit 1972 eingefroren, flammte aber im Jahr 1992 wieder auf. In Riad interpretierte man diesen Streit und die Eskalation wahrscheinlich richtig als Indiz für inneriranische Rivalitäten um die Macht und den außenpolitischen Kurs und hielt den versöhnlichen Ton mit Teheran bei, um die Radikalen in Teheran nicht zu stärken.

#### Saudi-Arabien und die bahrainisch-iranischen Beziehungen
Bahrain liegt in unmittelbarer Nachbarschaft zu den saudischen Regionen, die von Schiiten bewohnt werden. Etwa 60 % der Bahrainis sind Schiiten und nutzen das religiöse Bildungssystem Irans. Entwicklungen in Bahrain sind daher für Saudi-Arabien sehr relevant, der Anspruch Irans, eine Schutzherrschaft über Bahrain auszuüben, sorgt in Riad immer wieder für Nervosität. Iran wurde schon lange verdächtigt, unter den bahrainischen Schiiten zu agitieren, um sie zum Sturz des Herrscherhauses zu motivieren: Großayatollah Mohammad Fazel Lankarani beschuldigte die Golfmonarchien offen und wiederholt, die Schiiten zu unterdrücken. In den frühen 1980er Jahren kam es zum ersten Schiiten-Aufstand. In dessen Folge unternahm das sunnitische Herrscherhaus Anstrengungen, Armut und Ausgrenzung der Schiiten zu verringern und sie sozial besser zu stellen. Als im Jahre 1994 während eines Gipfeltreffens des Golf-Kooperationsrates in Bahrain neuerdings Unruhen ausbrachen, vermutete man Iran hinter den Unruhen. Die Festnahme von schiitischen Geistlichen durch die bahrainischen Sicherheitskräfte führten zu einer weiteren Eskalation der Lage. In der Folge bat Bahrain Saudi-Arabien um Hilfe, das mit seinen Truppen und Beratern den Aufstand beendeten. Die Unruhen flammten jedoch bis 1996 immer wieder auf und Bahrain beschuldigte Iran offen, hinter den Entwicklungen zu stecken. Die genaue Einflussnahme Irans ist unklar; jedenfalls gehörten zu den Ursachen die damals stagnierende bahrainische Wirtschaft, die zu steigender Arbeitslosigkeit und Inflation geführt hatten. Jedenfalls ging die iranische Seite so umsichtig wie möglich vor, um die Beziehungen zu Saudi-Arabien nicht zu belasten.
Nach den Terroranschlägen vom 11. September 2001 zeigten die Iraner spontan Mitgefühl für die Opfer. Im darauf folgenden Krieg in Afghanistan zeigte sich Iran kooperativ gegenüber den Vereinigten Staaten, wenngleich die Radikalen in Teheran forderten, dass Iran an der Seite der Taliban gegen die amerikanischen Truppen kämpfen solle. Das Tauwetter zwischen Teheran und Washington wurde durch die Karine-A-Affäre und die Einordnung Irans auf die Achse des Bösen abrupt beendet. Es gelang den Konservativen in Teheran, die nationale Beleidigung gegen die Reformer und Pragmatiker zu nutzen und Khatami zu schwächen. Die Beziehungen zu Saudi-Arabien blieben jedoch gut. Nach dem Bombenanschlag auf einen Wohnkomplex in Riad im Jahre 2003 vermehrten sich die Anzeichen, dass Al-Kaida-Kämpfer, die aus Afghanistan geflohen waren, in Iran Zuflucht gefunden hatten; konservative Kräfte in Iran wollten die Al-Kaida-Mitglieder offenbar dazu nutzen, einen amerikanischen Angriff auf Iran zu verteuern. Diese Entwicklung demonstrierte den Machtgewinn der Konservativen und das Ende der reformorientierten Politik von Präsident Khatami.

### Präsidentschaft von Mahmud Ahmadineschad
In Mahmud Ahmadineschads Regierungszeit sorgten diverse verdeckte Operationen für Spannungen zwischen beiden Parteien, wenngleich deren Urheberschaft nicht oder viel später geklärt wurde. Zu diesen Operationen gehörten die angebliche Entführung des iranischen Nuklearwissenschaftlers Schahram Amiri auf seiner Pilgerreise nach Mekka im Juni 2009. Er kam erst ein Jahr später aus den USA nach Teheran zurück, wurde zunächst als Held empfangen, dann als Verräter verhaftet. Weitere Kreise zog im Jahr 2011 ein angeblich von iranischen Agenten betriebenes Mordkomplott, bei dem mit Hilfe des mexikanischen Drogenkartells Los Zetas der damalige saudische Botschafter in den USA Adel al-Dschubeir getötet werden sollte. Im Jahr 2012 beschuldigte Saudi-Arabien Iran, an Cyber-Angriffen auf Saudi Aramco beteiligt gewesen zu sein, was die iranische Seite als absurd zurückwies. Iran beschuldigte Saudi-Arabien hingegen wiederholt, die terroristische Dschundollah in Sistan und Belutschistan zu unterstützen.
Als überraschend Mahmud Ahmadineschad zum Nachfolger Chatamis gewählt wurde, betonte Saudi-Arabien zunächst die Notwendigkeit guter Zusammenarbeit. Die aggressivere Außenpolitik unter Ahmadineschad vor allem im Irak und in der Levante, die Betonung der Feindschaft zu den USA und die verstärkten Anstrengungen auf dem Weg zur Beherrschung der Atomenergie führten zu einer deutlichen Verschlechterung der Beziehungen.
Im Dezember 2005 veranstaltete Saudi-Arabien im Mekka das 3. außerordentliche Gipfeltreffen der Organisation für islamische Zusammenarbeit. Das Ziel der Saudis war es, ein positives und gemäßigtes Bild des Islams gegenüber dem Rest der Welt zu erzeugen. Ahmadineschad nutzte die Konferenz jedoch zu verbalen Angriffen auf Israel, indem er forderte, Israel von der Landkarte zu tilgen und es nach Europa zu verschieben. Mit diesen Aussagen brüskierte Ahmadineschad nicht nur den Gastgeber, sondern kaperte auch das anti-israelische Denken in der arabischen Welt für seine Zwecke; Saudi-Arabien konnte es nicht verurteilen, ohne den Rest der arabischen Länder gegen sich aufzubringen.
Nach dem Sturz Saddam Husseins im Irakkrieg 2003 dehnte Iran seinen Einfluss stark in Richtung Irak und Syrien aus. Dank der hohen Ölpreise konnte Iran im Irak investieren, Wiederaufbauhilfe leisten und Propaganda machen. Auch bei radikalen islamischen Organisationen wuchs sein Einfluss stark. Saudi-Arabien hingegen blieb in dieser Phase eher passiv. Es hatte unter den einflussreichen Gruppen im Irak kaum Alliierte. Die sunnitischen Gelehrten des Irak folgten anderen Strömungen des Islam, jedoch nicht dem saudischen Salafismus, während die irakischen Schiiten traditionell starke Beziehungen in Iran hatten. Für die von den USA angestrebten demokratischen Wahlen im Irak setzte sich Iran das Ziel, eine pro-iranische Gruppierung an die Macht zu bringen. Die Iraner förderten aus diesem Grund die Bilderung der Vereinigten Irakischen Allianz, die mehrere schiitische Parteien bündelte.
Saudi-Arabien kritisierte die Irak-Politik der USA als Geschenk auf dem goldenen Teller für Iran und bezeichnete den Wahlsieger und späteren Premierminister des Irak Nuri al-Maliki als iranischen Agenten. Mit wenig Erfolg versuchte man, eigene Gruppen zu etablieren, wie etwa die Söhne des Irak. Bei einer von Saudi-Arabien initiierten Konferenz zwischen den irakischen Sunniten und Schiiten in Mekka wurde jedoch das Thema Toleranz sehr stark betont: Das Töten von Schiiten und Sunniten wurde verboten und der Widerspruch zwischen Schia und Sunna wurde als Meinungsverschiedenheit, nicht jedoch als grundlegender Unterschied des Glaubens bezeichnet. Jedenfalls hielt sich Saudi-Arabien angesichts der unübersichtlichen Situation im Irak weitgehend zurück und spekulierte darauf, dass Iran auf lange Zeit viele Ressourcen im Irak bindet.
Bei den Parlamentswahlen 2010 erlangte der von Saudi-Arabien unterstützte Kandidat Iyad Allawi zwar die Mehrheit der Sitze, bei den folgenden Verhandlungen über eine Regierungsbildung wurde unter iranischem Einfluss jedoch eine Koalition gebildet, die Maliki erneut zum Premierminister machte. Das erzürnte Saudi-Arabien verzichtete in der Folge auf eine Eröffnung einer Botschaft im Irak.
Den Arabischen Frühling interpretierte Iran als Fortsetzung einer Bewegung, die mit seiner islamischen Revolution begonnen hatte. Saudi-Arabien verlor jedoch einige wichtige Alliierte (Tunesien, Ägypten) und sah den Aufstieg der Muslimbrüder in Ägypten als Gefahr für sich selbst. Iran kritisierte die saudische Truppenentsendung zur Niederschlagung der Proteste in Bahrain ab 2011 und startete eine entsprechende Medienkampagne.
Im Bürgerkrieg in Syrien unterstützte Iran die Assad-Regierung, denn ein Regimewechsel in Syrien würde die Machtverhältnisse im Nahen Osten stark zuungunsten Irans verändern. Saudi-Arabien hingegen arbeitet auf einen Regimewechsel hin. Dieser Konflikt, in den zahlreiche andere Spieler involviert sind, verhindert nachhaltig die Verbesserung der Beziehungen zwischen Iran und Saudi-Arabien.
Nach der umstrittenen Wiederwahl Ahmadineschads im Jahr 2009 und den darauffolgenden Protesten bleibt Saudi-Arabien ruhig und erklärt nur, interne Vorgänge anderer Staaten nicht kommentieren zu wollen. In Iran jedoch vermuten die Radikalen die USA und Saudi-Arabien hinter Kandidat Mir Hossein Mussawi und den Protesten.
Um Iran als Hauptfeind aller Sunniten darzustellen, wurde der vom jordanischen König Abdullah 2004 in einer Rede geprägte Begriff schiitischer Halbmond dazu benutzt, die iranische Unterstützung der Schiiten als Bedrohung für die Sunniten durch übergebührliche Einflussnahme propagieren.

### Geschichte seit 2009
Zwischen Saudi-Arabien und Iran trat nun verstärkt der religiöse Gegensatz in den Vordergrund. Von strenggläubigen wahhabitischen Sunniten in Saudi-Arabien werden die Schiiten nicht als Muslime angesehen, sondern teilweise als regelrechte Ungläubige. Ajatollah Chomeini sah in seinem Führungsanspruch die Dynastie der Saud, die erst 1926 den Hedschas erobert hatte, nicht als legitime Herrscher über die heiligen Stätten von Mekka und Medina an. Die Spannungen verschärften sich und am 31. Juli 1987 kam es während des Haddsch zu einem Zwischenfall zwischen iranischen Pilgern und saudischen Sicherheitskräften, bei dem die saudischen Kräfte zunächst mit Tränengas und dann mit automatischen Waffen in die schiitischen Demonstranten feuerten. Offiziell starben dabei 402 Menschen, darunter 275 iranische Pilger. Iran boykottierte daraufhin die Wallfahrt für die nächsten drei Jahre.
Saudi-Arabien versuchte, ähnlich wie Iran, seine Sichtweise des Islams im Ausland zu fördern. Zahlreiche Moscheen und islamische Einrichtungen wurden mit saudi-arabischen Geldern in der islamischen Welt erbaut. Saudi-Arabien förderte insbesondere eine besonders konservative traditionalistische Islam-Interpretation mit anti-westlichen Tendenzen. Es gilt als kein Zufall, dass einige islamistische Terrorgruppierungen wie al-Qaida ihre Wurzeln in Saudi-Arabien haben. Im Gegensatz dazu stand die Außenpolitik Saudi-Arabiens, die sich eng an die Vereinigten Staaten anlehnte. Saudi-Arabien baute ein ausgedehntes eigenes Militärpotential auf und zählt bis heute zu den Staaten mit den höchsten Rüstungsausgaben weltweit.
Eine Phase der Entspannung zeichnete sich Ende der 1990er ab, als Abdullah ibn Abd al-Aziz saudischer Kronprinz wurde. Er trieb eine Verbesserung des Verhältnisses zu Iran voran, so kam es im Mai 1999 zum ersten Staatsbesuch eines iranischen Präsidenten in Saudi-Arabien seit der Islamischen Revolution. Mohammad Chatami, der in Iran zum Lager der sogenannten „Moderaten“ gezählt wird, vereinbarte mit dem saudischen Königshaus eine Zusammenarbeit in wirtschaftlichen Belangen. Im April 2001 schlossen die Länder ein bilaterales Sicherheitsabkommen.
Durch den Irakkrieg, 2003, und die Wahl von Mahmud Ahmadinedschad, 2005, zum neuen iranischen Präsidenten wurden die Gegensätze wieder verschärft.

### Saudi-Arabien seit 2015
Mit dem neuen saudischen König Salman ibn Abd al-Aziz und dessen Sohn Mohammed ibn Salman, der das Amt des Verteidigungsministers übernahm, habe Saudi-Arabien, nach Sicht des Bundesnachrichtendienstes, „seine bisherige außenpolitische Zurückhaltung aufgegeben und entwickelt sich zur offensiv agierenden Regionalmacht“. Ausschlaggebender Faktor für den neu entflammten Hegemonialstreit sei das abnehmende Vertrauen in die USA als strategische Schutz- und Ordnungsmacht in der Region. Hauptschauplätze der Einflussversuche seien dabei Syrien (Saudi-Arabien unterstützt die sunnitische Opposition, Iran unterstützt Assad), Libanon (Iran unterstützt die Hisbollah) sowie Bahrain (die Proteste ab 2011 wurden mit Hilfe Saudi-Arabiens niedergeschlagen) und Irak jeweils mit schiitischer Bevölkerungsmehrheit. Im Huthi-Konflikt ist Saudi-Arabien mit seinem seit 2015 laufenden Militäreinsatz im Jemen, der erste seit 1932, bereit, militärische und politische Risiken einzugehen.

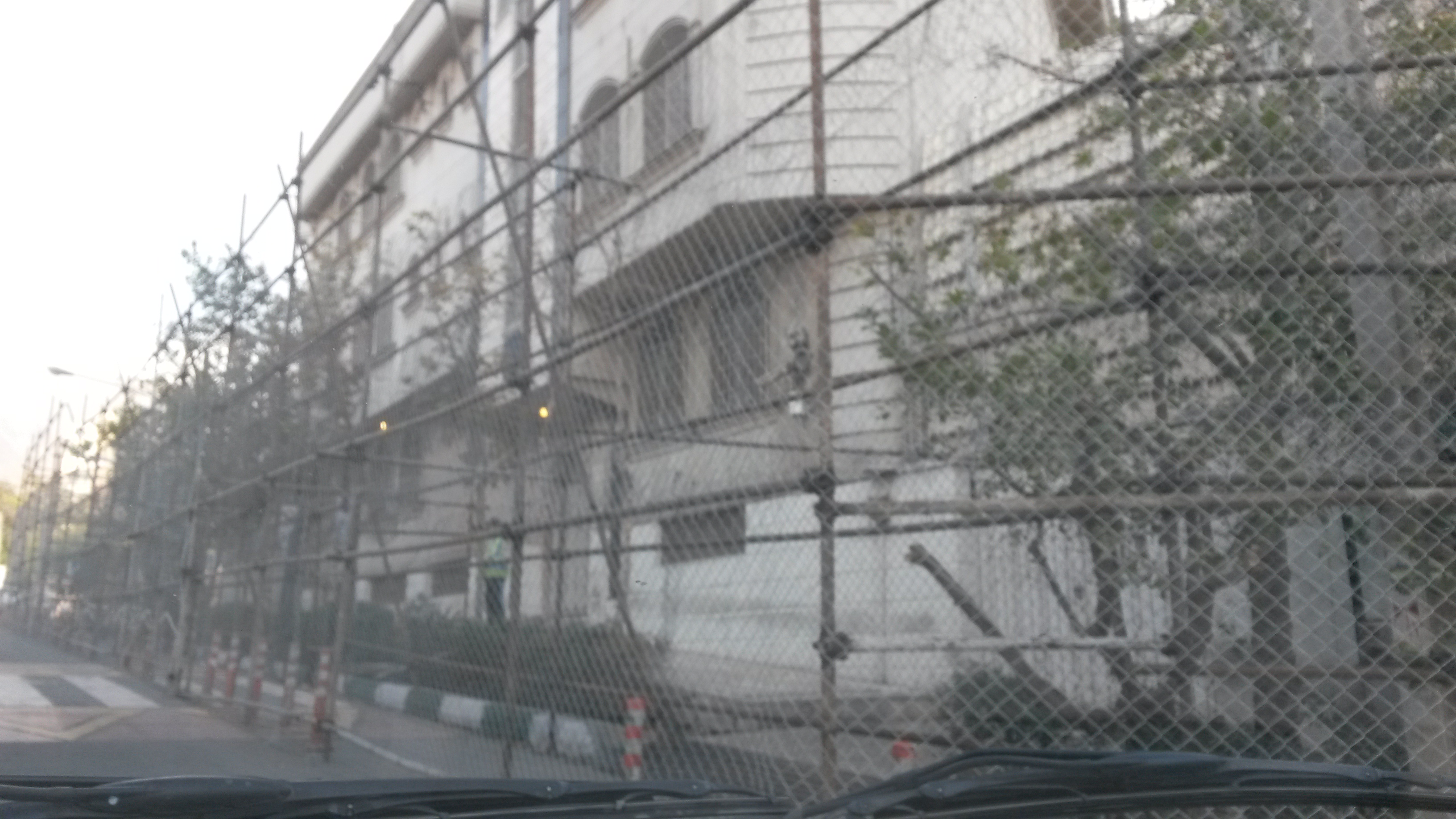
Die durch Gitterzäune und Polizei geschützte saudi-arabische Botschaft in Teheran nach der Massenpanik in Mekka 2015

Anlässlich der Massenpanik in Mekka am 24. September 2015, bei der nach offiziellen Angaben etwa 1500, inoffiziell über 2400 Menschen, darunter Hunderte Iraner und Schiiten ums Leben kamen, erhob der religiöse Führer und das Staatsoberhaupt Irans Ali Chamene’i schwere Vorwürfe gegen Saudi-Arabien und drohte mit Vergeltung.
Nach der Hinrichtung des schiitischen Geistlichen Nimr Bāqir al-Nimrs durch Saudi-Arabien im Rahmen einer Massenhinrichtung von 47 Personen am 2. Januar 2016 verschlechterten sich die diplomatischen Beziehungen zwischen den beiden Ländern abrupt. Noch am selben Tag wurde die saudische Botschaft in Teheran von einer aufgebrachten Menge gestürmt und teilweise in Brand gesetzt. Der Oberste Führer Irans, Ali Chamene’i, drohte der saudi-arabischen Führung für „das zu Unrecht vergossene Blut dieses Märtyrers sehr bald“ mit Konsequenzen und „der Rache Gottes“.
In der Folge brach Saudi-Arabien am 3. Januar 2016 seine diplomatischen Beziehungen zu Iran ab. Alle iranischen Diplomaten wurden aufgefordert, das Land binnen 48 Stunden zu verlassen. Am 4. Januar folgten Bahrain und der Sudan diesem Schritt. Die Vereinigten Arabischen Emirate zogen Teile ihrer diplomatischen Vertretung in Iran – insbesondere ihren Botschafter – ab, ebenso reagierte Kuwait aus Protest gegen den Angriff auf die saudi-arabische Botschaft am 5. Januar. Auf einem Gipfeltreffen der Arabischen Liga in Kairo am 10. Januar 2016 stellten sich fast alle dort vertretenen arabischen Staaten (die Mitgliedschaft Syriens ist zurzeit suspendiert) hinter Saudi-Arabien und verurteilten in einer gemeinsamen Erklärung die Erstürmung der saudi-arabischen Botschaft in Teheran. Lediglich die Vertreter des Libanon unterschrieben die Erklärung aus Rücksicht auf die in der libanesischen Regierung vertretene Schiitenmiliz Hisbollah nicht.

### Annäherung ab 2021
Im Jahr 2021 begannen inoffizielle Gespräche zwischen Vertretern beider Länder. Kronprinz Mohammed bin Salman betonte, Saudi-Arabien wolle „gute und besondere Beziehungen zu Iran“. Am 10. März 2023 gaben beide Seiten bekannt, ihre Beziehungen wieder normalisieren zu wollen. Geplant sei die Wiedereröffnung der Botschaften binnen zwei Monaten. Für die Erarbeitung dieser Übereinkunft hatte China die Rolle eines Vermittlers übernommen. Medien werteten das Ergebnis als Zeichen eines wachsenden Einflusses Chinas im Nahen Osten.
Im Jahr 2024 absolvierten die Streitkräfte beider Länder gemeinsam mit weiteren Ländern Militärübungen im Golf von Oman.